# Eutelia mima
Eutelia mima är en fjärilsart som beskrevs av Louis Beethoven Prout 1925. Eutelia mima ingår i släktet Eutelia och familjen nattflyn. Inga underarter finns listade i Catalogue of Life.